# Крутиков, Анатолий Фёдорович
Анато́лий Фёдорович Кру́тиков (21 сентября 1933, Слепушкино, Наро-Фоминский район, Московская область — 8 ноября 2019, Москва) — советский футболист, защитник. Чемпион Европы 1960 года в составе сборной Советского Союза. Мастер спорта СССР (1957). Заслуженный мастер спорта СССР (1967).

## Биография
Родился 21 сентября 1933 года в деревне Слепушкино Наро-Фоминского района.
Чемпион СССР 1962 года. Обладатель Кубка СССР 1963 и 1965 года.
В 1976 году являлся главным тренером московского «Спартака». Крутиков — единственный тренер, во время руководства которого «Спартак» покинул элиту союзного первенства.
В 1981—1988 — директор футбольной школы «Спартак» (Московская область).
Умер 8 ноября 2019 года в Москве на 87-м году жизни. Похоронен на Николо-Архангельском кладбище.